# Accidente del Boeing 707 de Lloyd Aéreo Boliviano en 1976
El 13 de octubre de 1976 un Boeing 707-131F, un avión de carga fletado operado por Lloyd Aéreo Boliviano (LAB), se estrelló poco después del despegue en el Aeropuerto El Trompillo, Santa Cruz de la Sierra (Bolivia) en un barrio residencial. Los tres tripulantes a bordo murieron, junto con otras 88 muertes en tierra, lo que eleva el total a 91. Es el desastre aéreo más mortífero que ha ocurrido en suelo boliviano.

## Antecedentes

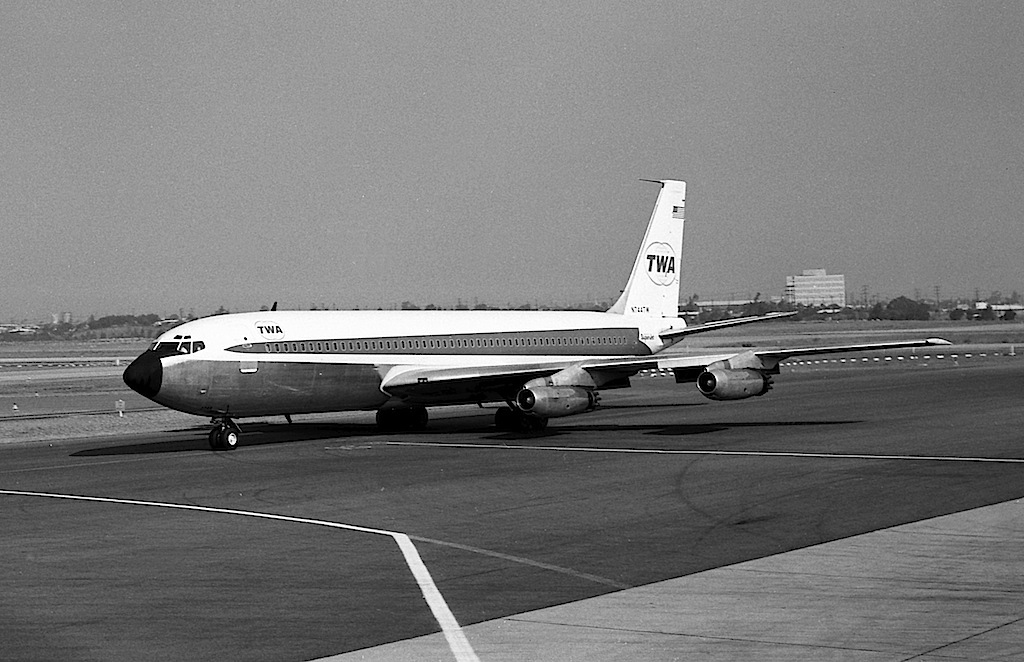
El avión involucrado en el accidente fotografiado en agosto de 1964, mientras estaba en servicio con Trans World Airlines.

Lloyd Aéreo Boliviano, también conocido como LAB, era la aerolínea de bandera de Bolivia. Fue fundado en 1925 y tenía 51 años de existencia al momento del accidente. El avión, un Boeing 707-131F (CN/MSN: 17671) que entonces tenía 17 años, fabricado el 30 de junio de 1959, se entregó originalmente a Trans World Airlines (TWA) el 14 de julio de 1959 y se le asignó su matrícula de avión (o número de cola) N744TW.

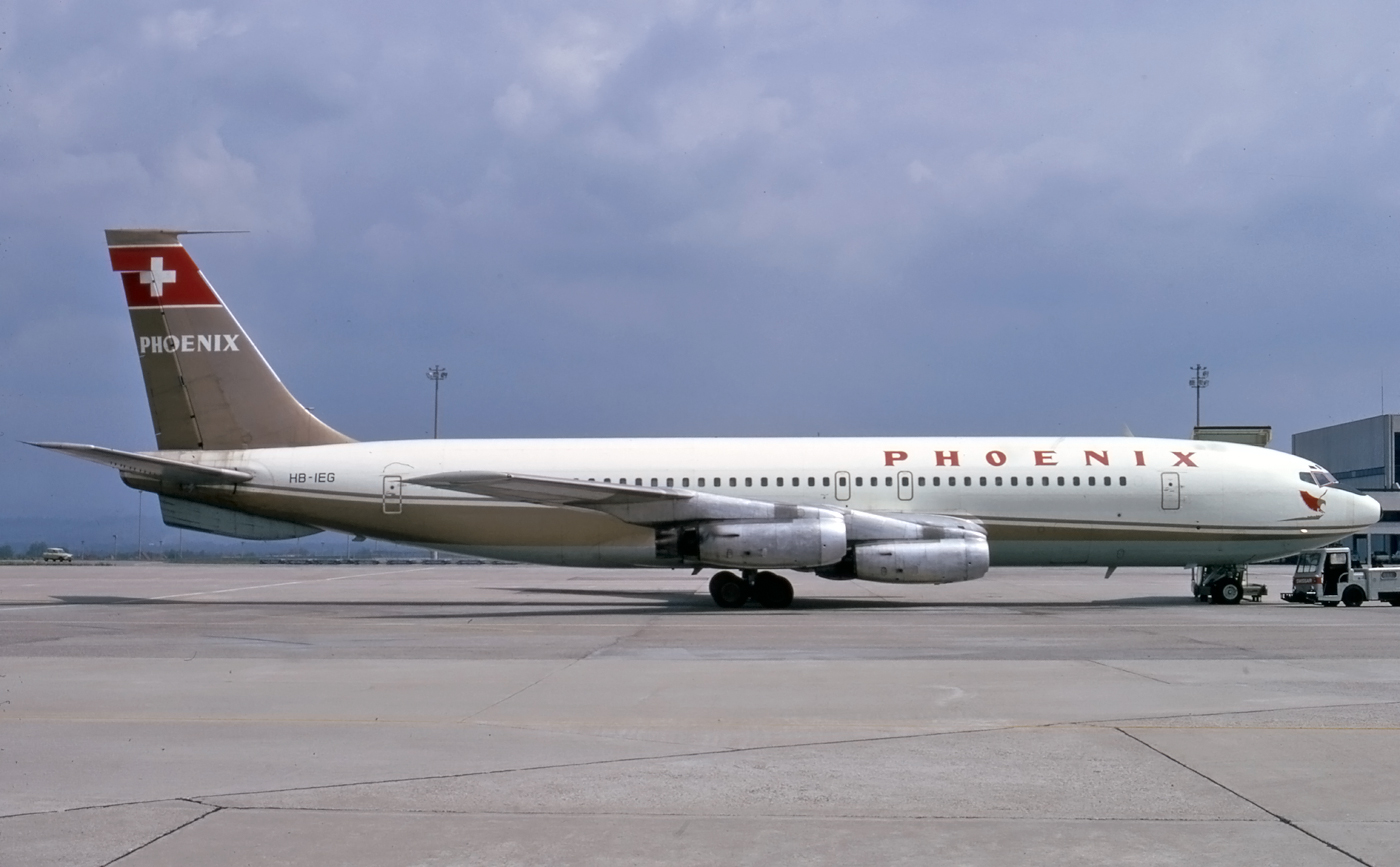
La aeronave involucrada en el accidente mientras estaba en servicio con Phoenix Airways.

En 1971, se retiró del servicio de TWA y luego pasó por un período de 5 años de alquiler y devolución constantes; las aerolíneas que operó fueron: IAI Israel (N744TW), Phoenix Airways (HB-IEG), ARCA Colombia (HK-1773), Ryan International Airlines y Air India (N730JP).En octubre de 1976, LAB arrendó el avión a su propietario Jet Power Inc de Miami (Florida, EEUU) en ese momento registrado como N730JP, y se puso en servicio chárter.

## Accidente
El 13 de octubre de 1976 estaba previsto el despegue del Boeing 707 a las 13:30 horas (hora local) desde El Trompillo. Los tres tripulantes de vuelo estadounidenses estaban formados por el capitán Charles Baldwin, el primer oficial Lee Marsh y el ingeniero de vuelo Leslie Bennett. Como era un avión de carga, no tenía pasajeros en el momento del accidente. Su vuelo anterior fue de Houston, Texas al aeropuerto El Trompillo, y había estado transportando maquinaria para pozos petroleros y otra carga general. El avión luchó por despegar y despegó cerca del final de la pista. A las 13:32, según relatos de testigos presenciales, se produjo una explosión y un incendio en uno de los motores izquierdos Pratt & Whitney J57/JT3C antes de que el avión se estrellara. Pasó por una calle muy transitada, luego se estrelló contra una escuela y cerca del Estadio Ramon Tahuichi Aguilera a 560 metros del final de la pista. El ala izquierda del Boeing 707 golpeó la vegetación a 35 grados y luego golpeó el suelo boca abajo. 91 murieron, mientras que más de 20 resultaron heridos. Según un portavoz del gobierno, la mitad o más de las muertes fueron niños porque el avión se estrelló contra una escuela.

## Causa
El registrador de datos de vuelo no funcionaba en el momento del accidente, y el registrador de voz de la cabina no obtuvo mucha información, ya que el micrófono de la cabina no funcionaba. Se determinó que la preparación inadecuada del vuelo por fatiga del piloto fue la principal causa del accidente. A diferencia de los informes, los testigos dicen que un motor falló durante el despegue, lo que significó que la aeronave no tenía suficiente empuje para mantenerse en el aire.

## Consecuencias
Tan pronto como se difundió la noticia del accidente, el presidente boliviano y su esposa acudieron al lugar del accidente, mientras se enviaban médicos bolivianos para ayudar a los heridos. El embajador de los Estados Unidos autorizó el uso de US$25,000 para la compra de 5,000 libras de suministros. Seis miembros del equipo de quemados militares de EE. UU., junto con dos representantes de la FAA y cuatro de la NTSB, fueron enviados al lugar del accidente para ayudar a los heridos por el accidente. Otros países como Brasil y Alemania enviaron equipos médicos y dinero en efectivo para ayudar a las víctimas y reparar los daños. Además, muchos ciudadanos se movilizaron para mover el aeropuerto a otro lugar y no fue hasta 1984, que se movió al actual Aeropuerto Internacional Viru Viru.